# ساتورو سایاما
ساتورو سایاما (انگلیسی: Satoru Sayama؛ زادهٔ ۲۷ نوامبر ۱۹۵۷) ورزشکار هنرهای رزمی ترکیبی و کشتی‌گیر کشتی حرفه‌ای اهل ژاپن است، که در سال ۱۹۸۵ شرکت شوتو را تأسیس کرد.